# Dazhong (sockenhuvudort i Kina, Heilongjiang Sheng, lat 47,79, long 125,87)
Dazhong (kinesiska: 大众, 大众乡) är en sockenhuvudort i Kina. Den ligger i provinsen Heilongjiang, i den nordöstra delen av landet, omkring 230 kilometer norr om provinshuvudstaden Harbin. Antalet invånare är 21 049. Befolkningen består av 10 362 kvinnor och 10 687 män. Barn under 15 år utgör 14,0 %, vuxna 15-64 år 78 %, och äldre över 65 år 6,0 %.
Runt Dazhong är det ganska tätbefolkat, med 139 invånare per kvadratkilometer. Närmaste större samhälle är Xingnong, 6,6 km öster om Dazhong. Trakten runt Dazhong består till största delen av jordbruksmark.
Genomsnittlig årsnederbörd är 861 millimeter. Den regnigaste månaden är juli, med i genomsnitt 289 mm nederbörd, och den torraste är januari, med 7 mm nederbörd.